# Богатско
Богатско (понякога Богацко, на гръцки: Βογατσικό, Вогацико, катаревуса: Βογατσικόν, Вогацикон, старо Μπογκάτσκο, Богацко, Μπογατσικό, Богацико) е село в югозападната част на Егейска Македония, Гърция, дем Хрупища, област Западна Македония.

## География
Богатско е разположено в областта Населица в западните склонове на планината Саракина, на левия бряг на река Бистрица (Алиакмонас) южно от град Костур по главния път за Гревена. Южно от селото е разположен Богатският манастир „Св. св. Константин и Елена“.

## История

### В Османската империя
В XV век в Богачко са отбелязани поименно 180 глави на домакинства. В османските данъчни регистри от средата на XV век Богавецко е споменато с 30 глави на семейства и двама неженени: Йорг, Димо, Папа Янос, Йорг, Никола, Тодор, Никола, Томо, Йорг, Арматуш, Томо, Манол, Срвит, Зимпор, Михал, Стефан, Тома, Никола, Димо, Гьорче, Коста, Коста, Тома, Мано, Койо, Гон, Флорс, Бойо, Дочо, Йорг, Койо и Манол, и две вдовици Йелена и Кала. Общият приход за империята от селото е 1877 акчета. Гробищната църква „Свети Безсребреници“ е от XVIII век. Едната от двете енорийски църкви - „Свети Йоан Златоуст“ е построена в 1760 година, но е изгорена от валахади от околните села в 1912 година. В 2016 година храмът е възстановен. Енорийската църква на селото е „Свети Апостоли“, разположена до „Свети Безсребреници“. Най-старата църква е „Свети Николай“ - вероятно от средата на XVIII век.
В средата на XVIII век в Богатско се изселват жителите на саракинското село Порос.
Стефан Веркович в 1889 година описва селото като все още българско в начален стадий на погърчване, като посочва че в него живеят 1416 мъже и 1400 жени. В края на XIX век Богатско е паланка в Хрупищка нахия на Костурска каза и е първото гръцко селище южно от българо-гръцка етническа граница. От Богатско е революционерът и участник в Гръцкото въстание Маркос Драгумис, основател на големия гръцки род Драгумис. Александър Синве („Les Grecs de l’Empire Ottoman. Etude Statistique et Ethnographique“) в 1878 година пише, че във Вогачикон (Vogatchikon), Сисанийска епархия, живеят 4800 гърци.
Според статистиката на Васил Кънчов („Македония. Етнография и статистика“) в 1900 Богацко (Богатско) има 1750 жители гърци. Според Кънчов към 1900 година в околията на Богатско все още продължава погърчването на местното българско население и в част от селата старото население е все още двуезично. Гръцкият език на жителите на Богатско е премесен с много български думи. Кънчов пише:
| „ | Само въ малката околия Боргатско, разположена въ южнитѣ поли на Саракина Планина, погръчваньето продължава още и сега. Тамъ има села, дѣто старото поколение е още двуезично, а младото неразбира вече български, съ малки изключения. Гръцкиятъ езикъ по тия мѣста е смѣсенъ съ много български думи, което дава поводъ на околното население да се подсмива на тамошнитѣ жители. Въ с. Боргатско напр. казватъ: „на паме на сборясаме” — да идемъ да сборуваме. | “ |

По данни на секретаря на Българската екзархия Димитър Мишев („La Macédoine et sa Population Chrétienne“) в 1905 година в Богатско има 2250 гърци и в селото работи гръцко училище.
Гръцки статистики от 1905 година показват Богатско като градец с 2500 жители гърци.
В „Етнография на Македония“, издадена в 1924 година, Густав Вайганд описва Богатсико като напълно гърцизирано село на българо-гръцката езикова граница:
| „ | Котловината на Кастория е българска, но самата Кастория както и Маврово са гръцки, респективно гърцизирани, в Хрупища гръцката партия е наистина много силна, но не може да става дума за гърцизиране. Гощерац е почти, Богатсико - напълно гърцизирано. Езиковата граница върви от Гощерац към моста на Смикси, на север лежащото Пишак е още българско, а обратно Витсани и Бубуща са гръцки. Долината на идващия от Грамости поток, на Белица, е българска до Хамотско, следващото Линотопи е албанско, а следващото Грамости - аромънско. | “ |

### В Гърция
През Балканската война селото е окупирано от гръцки части и остава в Гърция след Междусъюзническата война. В 1928 година с Богатско има 13 гърци бежанци от Турция.
Населението на селото намалява поради постоянно изселване отвъд океана. По време на Гражданската война в Гърция (1946 - 1949) част от жителите на околните села се укриват в Богатско.
Край селото се появяват селищата Агиос Николаос, което в 1961 година има 4 жители, а в 1991 година - 226 жители и Ризо, в 1961 година с 333 жители, което обаче към 1971 година е заличено.
От 1997 година Богатско е център на дем Йон Драгумис (Δήμος Ίωνος Δραγούμη), който от 1 януари 2011 година по закона Каликратис е слят с дем Хрупища (тогава Орестида).
| Име          | Име            | Ново име  | Ново име  | Описание                                                 |
| ------------ | -------------- | --------- | --------- | -------------------------------------------------------- |
| Коджа чифлик | Τσιφλίκ Κοτζιᾶ | Плая      | Πλαγιά    | местност ЮИ от Богатско, по десния бряг на Порос         |
| Горица       | Γκορίτσα       | Аграпидия | Αγραπιδιά | връх ЮИ от Богатско (Кастри)                             |
| Сандово      | Σάτοβο         | Фитияс    | Φυτιάς    | местност Ю от Богатско при вливането на Порос в Бистрица |

| Година    | 1913 | 1920 | 1928 | 1940 | 1951 | 1961 | 1971 | 1981 | 1991 | 2001 | 2011 | 2021 |
| --------- | ---- | ---- | ---- | ---- | ---- | ---- | ---- | ---- | ---- | ---- | ---- | ---- |
| Население | 2693 | 1701 | 1601 | 1509 | 1854 | 1128 | 855  | 998  | 961  | 793  | 543  | 434  |

## Личности
В Богатско са родени редица видни гръцки дейци, сред които най-известни са гръцкият лекар, общественик и деец на Гръцката въоръжена пропаганда в Западна Македония Йоанис Аргиропулос, гръцкият учен Атанасиос Русопулос, революционерът и политик Маркос Драгумис, андартският капитан Панделис Кандилас и други.